# The Third Place
《The Third Place(더 서드 플레이스)》는 2007년 발매된 가수 이상은의 정규음반 13집이다.  이상은이 오키나와 바닷가에서 수개월을 지내며 곡을 만들고, 6집 《공무도하가》의 프로듀서 와다 이즈미, 어레인저 다케다 하지무, 영화음악감독 이병훈과의 약 1년 3개월에 걸친 한국과 동경, 오키나와를 오가는 한일 공동 합작 프로젝트의 결과물이다. 이 앨범중 '삶은 여행'이란 곡이 《꽃보다 누나》 프로그램을 통해 뒤늦게 많이 알려지기도 했다. 1번 트랙과 12번 트랙은 같은 곡으로 각각 영어 가사와 한국어 가사로 부른 것이다.

## 수록곡
전체 작사·작곡: 이상은
| #   | 제목                   | 재생 시간 |
| --- | ---------------------- | --------- |
| 1.  | 〈Nocturne〉           | 4:54      |
| 2.  | 〈에코 송〉 (Eco Song) | 5:13      |
| 3.  | 〈삶은 여행〉          | 5:14      |
| 4.  | 〈바다여〉             | 5:06      |
| 5.  | 〈Say Yes〉            | 4:34      |
| 6.  | 〈제 3 의 공간〉       | 6:20      |
| 7.  | 〈다이아몬드〉         | 5:05      |
| 8.  | 〈좁은 문〉            | 6:04      |
| 9.  | 〈나는 나인 나〉       | 5:34      |
| 10. | 〈I Don`t Care〉       | 4:47      |
| 11. | 〈태양의 영혼〉        | 4:53      |
| 12. | 〈야상곡〉             | 4:53      |

## 관련 자료
- '나는 나인 나' 뮤직비디오
- 'Nocturne' 뮤직비디오
- '삶은 여행' 편집영상
- '삶은 여행' 라이브
- 이상은의 음악여행 (인터뷰)
- 'Say Yes' (Rusalka, The mermaid OST)